# Puolamarova
Puolamarova är ett naturreservat i Pajala kommun i Norrbottens län.
Området är naturskyddat sedan 2011 och är 2,6 kvadratkilometer stort. Reservatet omfattar de högra partierna av berget Puolamarova. Reservatet består på toppen av gammal gles urskogsartad tallskog och längre ner av gammal barrblandskog. 